# Aeroportul Anyang Yudongbei
Aeroportul Anyang Yudongbei (IATA: AYN, ICAO: ZHAY) este un aeroport din Beiguan District⁠(d), Annyang⁠(d), Henan, Republica Populară Chineză ce deservește zona Annyang⁠(d). A fost numit după zona deservită.
aeroportul dispune de o singură pistă.